# Ring Fit Adventure
Ring Fit Adventure (por su nombre en inglés) es un Videojuego de rol de acción y a su vez un Videojuego activo, desarrollado por Nintendo para el Nintendo Switch. El juego viene con dos componentes físicos: el Ring-Con, un anillo de Pilates que sujeta el usuario con un espacio para conectar un Joy-Con, y una Correa de Pierna, una pieza de tejido que se fija a la pierna del usuario con un espacio para conectar un Joy-Con.
En el modo principal de juego el jugador tiene que completar turnos donde los movimientos y acciones de combate dependen de acciones físicas y actividades que el jugador hace utilizando el Ring-Con y la Correa de Pierna donde los Joy-Con con controles de movimiento detectan las acciones del jugador. Otros modos de juego incluyen rutinas de ejercicio guiadas y minijuegos. Estas actividades están centradas en realizar Ejercicios físicos comunes, haciendo este juego parte de los objetivos de "calidad de vida" de Nintendo teniendo como otro juego similar el Wii Fit. El juego se lanzó a nivel mundial el 18 de octubre de 2019 y recibió generalmente reseñas positivas por parte de los críticos. En diciembre de 2020, el juego había vendido alrededor de 8 millones de copias en todo el mundo, haciéndolo uno de los Videojuegos más vendidos de la Nintendo Switch.
La demanda para el juego aumentó drásticamente durante 2020, en gran parte debido a la Pandemia de COVID-19 y a las clausuras de gimnasios y otras instalaciones de ejercicio, causando escaseces en muchos países. Esto ocasionó que algunos revendedores ofertaran el juego a alrededor de $300 dólares americanos, cuando su precio de venta eran alrededor de $80 dólares americanos .

## Jugabilidad
Ring Fit Adventure incluye el Ring-Con y la Correa de Pierna, estos cuentan con espacios para colocar los Joy-Con. Estos accesorios son requeridos para jugar el juego, las interacciones del jugador son registradas por los controles de movimiento de los Joy-Con.
El modo principal del juego es un juego de rol, donde el jugador toma el control de un joven atleta que se encuentra con un sentient Ring con el que hace equipo equipo para terminar con un diabólico dragón, Fisicoculturista, llamado Dragaux. El jugador se mueve a través del mundo de juego y varios calabozos, donde hay enemigos que derrotar. El movimiento a través del juego es similar al de un Matamarcianos; el jugador corre por un camino fijo, puede saltar obstáculos o lanzar proyectiles al apretar y soltar el Ring-Con. Cuando suceden los encuentros con los enemigos, el combate es por turnos cómo sucede en la mayoría de los RPG tradicionales. El jugador ataca a los enemigos al realizar uno de al menos treinta ejercicios diferentes, donde la cantidad de daño causado se basa en qué tan efectivamente se realizó el ejercicio. Cuando los enemigos atacan al jugador, este se puede defender al presionar hacia su abdomen el Ring-Con tanto como sea posible durante la defensa. Al derrotar enemigos se obtienen puntos de experiencia, se sube de nivel y se pueden desbloquear ejercicios adicionales con mayor nivel de ataque. Los ejercicios están clasificados por color, cada color corresponde a un ejercicio de alguna parte del cuerpo: rojo es para brazo, azul para pierna, amarillo para abdomen y verde para posiciones de yoga. Los enemigos también están clasificados por colores donde un ejercicio del mismo color es más efectivo que otro.
Además del modo aventura, el juego incluye un modo de rutina de fitness general que permite realizar los ejercicios, asistido por el juego, pero sin los elementos de gamificación. El juego también tiene varios minijuegos basados en ciertos ejercicios, que pueden ser usados por un solo jugador para desafiarse a sí mismos o pueden usarse con varios jugadores, cada uno tomando un turno para vencer a los demás. Una actualización a fines de marzo de 2020 también agregó un "Modo de ritmo", que permite al usuario moverse con la banda sonora del juego. Este modo también incluye música de otros juegos de Nintendo como Super Mario Odyssey, The Legend of Zelda: Breath of the Wild, Splatoon 2 y Wii Fit .
El juego incluye la opción para habilitar ejercicios tranquilos para evitar molestar a personas cercanas. Por ejemplo, en el modo tranquilo, el acto de correr es remplazado por sentadillas.

## Desarrollo
El juego se lanzó por primera vez a principios de septiembre de 2019 con un video que mostraba a personas usando Ring-Con y la correa de pierna sin mostrar el gamplay del juego, anunciando el juego por completo una semana después.
Varios periodistas observaron que el juego encaja en el programa a largo plazo de "calidad de vida" de Nintendo, para introducir más actividad física en el juego de videojuegos, que había sido iniciado por Satoru Iwata con la introducción de la consola Wii, particularmente en el juego. Wii Fit . Parte del diseño de la Nintendo Switch había sido a partir de la retroalimentación de los jugadores de Wii Fit, que buscaban hacer que los controles fueran más pequeños para que pudieran sujetarse al cuerpo y usarse de más formas posibles.
Ring Fit Adventure se lanzó en Norteamérica el 18 de octubre de 2019. El juego, que incluye el Ring-Con y la Correa de Pierna, cuesta un poco más que un juego típico.
El 26 de marzo de 2020 se lanzó una actualización gratuita, agregando el modo de juego de ritmo .

## Recepción
Ring Fit Adventure recibió críticas "generalmente favorables", según el portal de Metacritic, con una puntuación de 83/100. También ha sido calificado en IGN con un 7.8 / 10. Muchos críticos coinciden en que, si bien Ring Fit Adventure no está diseñado para el entrenamiento de fuerza, es un ejercicio eficaz para mantenerse en forma. Los elementos RPG del juego son muy simplistas; que permite a los jugadores casuales de videojuegos jugar con facilidad, pero que puede ser decepcionante para los fanáticos de los juegos de rol que quieren un desafío más estratégico.

### Ventas
Ring Fit Adventure debutó en el # 3 en Reino Unido, y # 1 en Japón y Corea del Sur. En Japón, vendió 68,497 copias en su primera semana de venta, lo que lo colocó en el número uno en la lista de ventas. Para diciembre de 2019, el juego había enviado 2.73 million unidades en todo el mundo.
Debido a la pandemia de COVID-19, la demanda del juego aumentó significativamente, creando escasez.
El 18 de junio de 2020, se confirmó que Ring Fit Adventure había vendido más de un millón de copias en Japón, siendo un total de 1,006,069 copias en toda la región.
En septiembre de 2020, el juego vendió 5.84 million unidades en todo el mundo.

### Premios
El juego fue nominado como "Mejor juego familiar" en The Game Awards 2019, como "Juego familiar del año" en la 23ª edición anual de los DICE Awards, y como "Game Beyond Entertainment" en los 16.º Juegos de la Academia Británica. Premios .